# リューブコ・デーレシ
リューブコ・デーレシ（ウクライナ語：Любко Дереш、本名：Любомир Андрійович Дереш、1984年8月10日 - ）は、ウクライナの現代作家、評論家、エッセイスト。若くしてデビューし、ウクライナ現代文学の代表的作家として知られる。作品はポストモダニズム的要素や若者文化、スラング、神秘主義を特徴とし、ドイツ語、ポーランド語、フランス語、イタリア語、セルビア語などに翻訳されている。

## 経歴
1984年8月10日、ウクライナ・ソビエト社会主義共和国リヴィウ州プストミティに生まれる。プストミティ第二中等学校で学び、リヴィウ物理数学リツェイを卒業後、リヴィウ大学経済学部で「会計と監査」を専攻し、学位を取得。
2001年、18歳の時に小説『Культ』（邦訳：『異教』）を文芸誌『Четвер』で発表し、作家としてデビュー。この作品はウクライナの若者文化を鮮やかに描き、大きな反響を呼んだ。以降、若者やサブカルチャーをテーマにした作品で、ウクライナ文学界の「黄金の子」として注目を集める。2005年には『異教』がライプツィヒ・ブックフェアで紹介され、国際的な評価を得た。
2008年、ウクライナのテレビ局KRTで文学番組「Книжкова полиця」（書棚）を担当。2007年にはロシア語の鉄道向け雑誌「Кофе с молоком」の編集長就任が予定されていたが、実現しなかった。
デーレシの作品は、若者の心理や現代社会の矛盾をリアルに描写し、スラングや卑語、幻覚剤の影響を受けた幻想的な要素を取り入れることで知られる。近年は児童文学やエッセイにも挑戦し、多様な創作活動を展開している。

## 著作
デーレシの作品は、ポストモダン文学や青春小説の枠組みで評価され、国内外で広く読まれている。以下は主な著作（出版年順）：
- 『異教』／『Культ』（2001年） - デビュー作。ウクライナの若者文化と神秘主義を描く[2]。
- 『トカゲ崇拝』／『Поклоніння ящірці』（2002年） - 『異教』以前に執筆された青春小説[2]。
- 『原始』／『Template:Org』（2005年） - 実験的なポストモダン小説。
- 『意図！』／『Намір!』（2006年） - 心理と現実の交錯を描く。
- 『薄暗がり』／『Трохи пітьми』（2007年） -  Ascending - 暗いテーマと神秘的要素。
- 『三気筒の愛のエンジン』／『Трициліндровий двигун любові』（2008年、ユーリー・アンドルホーヴィチ、セルヒー・ジャダンとの共著）
- 『ヤコブの頭』／『Голова Якова』（2012年） - 5年をかけて執筆された長編[4]。
- 『アスラ・マハラジャの最後の愛』／『Остання любов Асури Махараджа』（2013年）[5]。
- 『ピースメーカー』／『Миротворець』（2013年）[6]。
- 『愛と永遠の歌』／『Пісні про любов і вічність』（2014年）
- 『荒廃』／『Спустошення』（2017年）
- 『風の吹くところ』／『Там, де вітер』（2021年）
- 『メデューサの視線 小さな闇の書』／『Погляд Медузи. Маленька книга пітьми』（2024年）[7]。

### 電子書籍限定作品
2023年8月24日、デーレシは未刊行の初期作品を電子書籍として慈善販売開始。収益はウクライナ軍（第80独立空中強襲旅団および第125独立領土防衛旅団の第215大隊）支援に充てられる。対象作品：
- 短編「髪」／『Волосся』（1999年）
- 短編「彼岸」／『Потойбічне』（2000年）
- 小説『東欧の麻薬植物』／『Наркотичні рослини Східної Європи』（2002年）
- 短編「ピースメーカー」／『Миротворець』（2013年）

### 児童書
- 『ガーニャ・グラックの奇妙な日々』／『Дивні дні Гані Грак』（2007年、Грані-Т出版社）[9]。
- 『リューブコ・デーレシが語るゴーゴリ、トウェイン、テスラ、アインシュタイン、キング』／（2007年、Життя видатних дітейシリーズ）

## 翻訳
デーレシの作品は国際的に評価され、以下の言語に翻訳されている：
- 『異教』（Культ）
  - ドイツ語：Kult（Suhrkamp、2005年、ISBN 3-518-12449-8）
  - イタリア語：Kult（Fazi Lain、2007年、ISBN 978-88-7625-032-3）
  - フランス語：Le Culte（Stock、2009年）
- 『トカゲ崇拝』（Поклоніння ящірці）
  - ドイツ語：Die Anbetung der Eidechse（Suhrkamp、2006年、ISBN 978-3-518-12480-2）
- 『原始』（Архе）
  - ポーランド語：Arche（Prószyński、2005年、ISBN 83-7469-173-5）
- 『意図！』（Намір!）
  - ドイツ語：Intent!（Suhrkamp、2008年、ISBN 978-3-518-12536-6）

## 評価と影響
デーレシは、ウクライナ現代文学の革新者として、若者文化やポストモダン文学の発展に大きく貢献。作品はライプツィヒ・ブックフェアやフランクフルト・ブックフェアで紹介され、国際的な文学シーンでも注目される。彼の文体は、現代ウクライナのスラングや若者言葉を駆使し、幻覚剤や神秘主義を取り入れた独特のスタイルで、若者を中心に熱烈な支持を得ている。